# مدار مجتمع سیگنال آمیخته

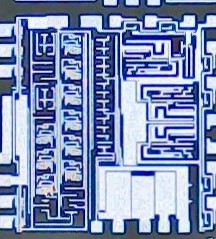
مدار مجتمع سیگنال آمیخته: نواحی فلزی در سمت راست خازن هستند که در بالای آنها ترانزیستورهای خروجی بزرگ قرار دارند. سمت چپ توسط منطق دیجیتال اشغال شده است

مدار مجتمع سیگنال آمیخته (به انگلیسی: mixed-signal integrated circuit) به هر مدار مجتمعی گفته می‌شود که دارای مدارهای آنالوگ و مدارهای دیجیتال روی یک دای نیم‌رسانا باشد. استفاده از آنها با افزایش استفاده از تلفن‌های همراه، مخابرات راه دور، وسایل الکترونیکی قابل‌حمل و خودروهای دارای حسگرهای الکترونیکی و دیجیتالی به‌طور چشمگیری افزایش یافته است.

## نمای‌کلی
مدارهای مجتمع (IC) به‌طور کلی به‌صورت دیجیتالی (به عنوان مثال یک ریزپردازنده) یا آنالوگ (به عنوان مثال یک تقویت‌کنندهٔ عملیاتی) طبقه‌بندی می‌شوند. آی‌سی‌های سیگنال آمیخته شامل مدارهای دیجیتال و آنالوگ روی یک تراشه و گاهی نرم‌افزار تعبیه‌شده هستند. آی‌سی‌های سیگنال آمیخته سیگنال‌های آنالوگ و دیجیتال را با هم پردازش می‌کنند. به عنوان مثال، مبدل آنالوگ به دیجیتال (ADC) یک مدار سیگنال آمیخته معمولی است.
آی سی‌های سیگنال آمیخته اغلب برای تبدیل سیگنال‌های آنالوگ به سیگنال‌های دیجیتال استفاده می‌شوند تا افزاره‌های دیجیتال بتوانند آنها را پردازش کنند. به عنوان مثال، آی سی‌های سیگنال آمیخته اجزای ضروری برای تیونرهای FM در محصولات دیجیتالی مانند پخش‌کننده‌های رسانه (به انگلیسی: media players) هستند که دارای تقویت کننده‌های دیجیتالی هستند. هر سیگنال آنالوگ را می‌توان با استفاده از یک ADC بسیار ابتدایی دیجیتالی کرد و کوچک‌ترین و کارامد از آنها آی سی‌های سیگنال آمیخته هستند.
طراحی و ساخت آی سی‌های سیگنال آمیخته نسبت به مدارهای مجتمع فقط آنالوگ یا دیجیتال دشوارتر است. برای مثال، یک آی سی سیگنال آمیخته کارآمد ممکن است اجزای دیجیتال و آنالوگ آن یک منبع تغذیه مشترک داشته باشند. با این حال، اجزای آنالوگ و دیجیتال نیازهای توانی (تغذیه) و مشخصه‌های مصرف بسیار متفاوتی دارند، که این امر را به یک هدف نابَدیهی در طراحی تراشه تبدیل می‌کند.
عملکرد سیگنال آمیخته شامل عناصر فعال سنتی (مانند ترانزیستورها) و عناصر غیرفعال با عملکرد خوب (مانند سیم پیچ‌ها، خازن‌ها و مقاومت‌ها) روی یک تراشه است. این نیاز به درک مدل‌سازی و گزینه‌های بیشتری از فناوری‌های تولید دارد. ترانزیستورهای ولتاژ بالا ممکن است در عملکردهای مدیریت توان روی یک تراشه با عملکرد دیجیتال، احتمالاً با یک سیستم پردازنده سیماس توان‌پایین، مورد نیاز باشند. برخی از فناوری‌های پیشرفته سیگنال آمیخته ممکن است ترکیب‌سازی عناصر حسگر آنالوگ (مانند حسگرهای فشار یا دیودهای تصویربرداری) را بر روی یک تراشه با یک ADC ممکن کنند.
به‌طور معمول، آی سی‌های سیگنال آمیخته لزوماً به سریع‌ترین عملکرد دیجیتال نیاز ندارند. درعوض، آنها به مدل‌های کارآزموده‌تری از عناصر فعال و غیرفعال برای شبیه‌سازی و تأیید دقیق‌تر، مانند برنامه‌ریزی آزمایش‌پذیری و برآورد قابلیت اطمینان، نیاز دارند؛ بنابراین، مدارهای سیگنال آمیخته معمولاً با پهنای خطوط بزرگتر از بالاترین سرعت و متراکم‌ترین منطق دیجیتال تحقق می‌یابند و فناوری‌های پیاده‌سازی آن می‌توانند دو تا چهار نسل از آخرین فناوری‌های پیاده‌سازی فقط دیجیتال عقب‌تر باشند. علاوه بر این، پردازش سیگنال آمیخته ممکن است به عناصر غیرفعال مانند مقاومت‌ها، خازن‌ها و سیم‌پیچ‌ها نیاز داشته باشد که ممکن است به فلزات تخصصی، لایه‌های دی‌الکتریک یا سازگاری‌های مشابه فرآیندهای ساخت استاندارد نیاز داشته باشد. به دلیل این الزامات خاص، آی سی‌های سیگنال آمیخته و آی سی‌های دیجیتال می‌توانند سازنده‌های مختلفی داشته باشند (معروف به ریخته‌گری‌ها).

## کاربردها
کاربردهای متعددی از مدارهای مجتمع سیگنال آمیخته مانند تلفن‌های همراه، سامانه‌های رادیویی و مخابراتی نوین، سامانه‌های حسگر با رابط‌های دیجیتال استانداردسازی‌شده بر روی تراشه (شامل آی۲سی، یوای‌آرتی، اس‌پی‌آی، یا سی‌ای‌ان)، پردازش سیگنال مرتبط با صدا، الکترونیک هوافضا و فضایی، اینترنت اشیا (IoT)، وسایل نقلیه هوایی بدون‌سرنشین (UAV) و خودرو و سایر وسایل نقلیه الکتریکی. مدارها یا سامانه‌های سیگنال آمیخته معمولاً راه‌حل‌های مقرون به صرفه ای هستند، مانند ساخت لوازم الکترونیکی مصرفی نوین و در کاربردهای صنعتی، پزشکی، اندازه‌گیری و فضایی.
نمونه‌هایی از مدارهای مجتمع سیگنال آمیخته عبارتند از مبدل‌های داده با استفاده از مدولاسیون دلتا سیگما، مبدل‌های آنالوگ به دیجیتال و مبدل‌های دیجیتال به آنالوگ با استفاده از تشخیص و تصحیح خطا و تراشه‌های رادیویی دیجیتال. تراشه‌های صوتی با کنترل دیجیتال نیز مدارهای سیگنال آمیخته هستند. با ظهور فناوری سلولی و شبکه، این دسته اکنون شامل تلفن همراه، رادیو نرم‌افزاری و مدارهای مجتمع روتر لَن و وَن می‌شود.

## طراحی و توسعه
به‌طور معمول، تراشه‌های سیگنال آمیخته در یک مجموعه بزرگ‌تر، مانند زیرسامانهٔ رادیویی تلفن همراه، یا مسیر داده خواندن و منطق کنترل لیزر اس‌ال‌ئی‌دی یک دستگاه پخش دی‌وی‌دی، عملکرد کامل یا زیرعملکرد را انجام می‌دهند. آی‌سی‌های سیگنال آمیخته اغلب شامل یک سامانه روی یک تراشه هستند. آنها همچنین ممکن است حاوی بلوک‌های حافظه روی تراشه (مانند اوتی‌پی) باشند که در مقایسه با آی سی‌های آنالوگ، ساخت را پیچیده می‌کند. یک آی سی سیگنال آمیخته میان‌هابند خارج از تراشه بین عملکرد دیجیتال و آنالوگ در سیستم را به حداقل می‌رساند - معمولاً به دلیل بسته‌بندی کمینه‌سازی‌شده و زیرلایه ماژول کوچکتر، اندازه و وزن را کاهش می‌دهد - و بنابراین قابلیت اطمینان سیستم را افزایش می‌دهد.

## پیشینه

### مدارهایسوئیچ خازنیباماس
ترانزیستور اثر میدانی فلز-اکسید-نیم‌رسانا (ماسفت یا ترانزیستور ماس) توسط محمد ام عطاالله و داوون کانگ در آزمایشگاه تلفن بل در سال ۱۹۵۹ اختراع شد و تراشه مدار مجتمع ماس (آی‌سی ماس) بلافاصله پس از آن ارائه شد. با این حال، فناوری ماس در ابتدا توسط بل نادیده گرفته شد، زیرا آنها آن را برای برنامه‌های تلفن آنالوگ کاربردی نمی‌دانستند، قبل از اینکه توسط فرچایلد وآرسی‌ای برای الکترونیک دیجیتال مانند رایانه‌ها تجاری شود. فناوری ماس درنهایت برای کاربردهای تلفنی با مدار مجتمع سیگنال آمیخته ماس، که پردازش سیگنال آنالوگ و دیجیتال را بر روی یک تراشه واحد ترکیب می‌کند، عملی شد که توسط مهندس سابق بل، دیوید ای هاجز با پائول آر گری در یوسی برکلی در اوایل دههٔ ۱۹۷۰ توسعه‌یافت. در سال ۱۹۷۴، هاجز و گری با آر ئی سوارز برای توسعه فناوری مدار سوئیچ خازنی با ماس (اس‌سی) کار کردند که از آن برای توسعه تراشه مبدل دیجیتال به آنالوگ (دی‌ای‌سی) با استفاده از خازن‌های ماس و سوئیچ‌های ماسفت برای تبدیل داده‌ها استفاده کردند. مبدل آنالوگ به دیجیتال ماس (ای‌دی‌سی) و تراشه‌های دی‌ای‌سی تا سال ۱۹۷۴ تجاری شدند.
مدارهای اس‌سی با ماس منجر به توسعه تراشه‌های فیلتررمزگذار مدولاسیون کد پالس (پی‌سی‌ام) در اواخر دهه ۱۹۷۰ شد. تراشه فیلتررمزگذار پی‌سی‌ام سیماس گیت سیلیکونی (MOS مکمل) که توسط هاجز و دبلیو. سی. بِلَک در سال ۱۹۸۰ توسعه یافت، از آن زمان استاندارد صنعتی برای تلفن دیجیتال بوده است. در دهه ۱۹۹۰، شبکه‌های مخابراتی مانند شبکه انتقال تلفن عمومی (PSTN) تا حد زیادی با فیلترهای کدگذار پی‌سی‌ام سیماس با یکپارچه‌سازی کلان‌مقیاس (وی‌ال‌اس‌آی) دیجیتالی شده بودند که به‌طور گسترده در سیستم‌های سوئیچینگ الکترونیکی برای تلفن‌خانه، تلفن‌خانه‌های شعب خصوصی (پی‌بی‌ایکس) استفاده می‌شد. و سیستم‌های تلفن کلیدی (KTS)؛ مودم‌های کاربرنهایی؛ کاربردهای انتقال داده مانند حامل‌های حلقه دیجیتال ،تسهیم‌کننده‌های بهره جفتی، توسعه دهنده‌های حلقه تلفن، پایانه‌های شبکه دیجیتال خدمات یکپارچه (ISDN)، تلفن‌های بی‌سیم دیجیتال و تلفن‌های همراه دیجیتال؛ و ;کاربردهایی مانند تجهیزات بازشناسی گفتار، ذخیره‌سازی داده‌های صوتی، پست صوتی، و دستگاه‌های منشی دیجیتال بدون نوار. پهنای‌باند شبکه‌های مخابراتی دیجیتال به‌سرعت با نرخ تصاعدی در حال افزایش است، همان‌طور که توسط قانون ایدهلم مشاهده می‌شود، که عمدتاً ناشی از مقیاس‌گذاری سریع و کوچک‌سازی فناوری ماس است.

### مدارهای آراف سیماس
در اوایل دهه ۱۹۸۰، مهندس پاکستانی اسد عبیدی در حین کار در آزمایشگاه بل، روی توسعه فناوری ماسفت زیرمیکرون (ترانزیستور اثر میدانی فلز-اکسید-نیم‌رسانا) وی‌ال‌اس‌آی در آزمایشگاه توسعه پیشرفته ال‌اس‌آی کار کرد. همراه با مارتی لپسلتر، جورج ئی. اسمیت و هری بول. به عنوان یکی از معدود طراحان مدار در آزمایشگاه، عبیدی پتانسیل فناوری مدار مجتمع انماس زیرمیکرون را در مدارهای مخابراتی سرعت‌بالا نشان داد و اولین تقویت کننده‌های انماس را برای نرخ داده Gb/s در گیرنده‌های فیبر نوری توسعه داد. کار عبیدی در ابتدا با شک و تردید طرفداران آرسنید گالیم و ترانزیستورهای پیوندی دوقطبی روبرو شد، فناوری‌های غالب مدارهای پرسرعت در آن زمان. در سال ۱۹۸۵، او به یوسی‌ال‌ای پیوست، جایی که در اواخر دهه ۱۹۸۰ در فناوری آراف سیماس پیشگام شد. کار او نحوه طراحی مدارهای فرکانس رادیویی (RF) را تغییر داد، به دور از ترانزیستورهای دوقطبی گسسته و به سمت مدارهای مجتمع سیماس.
عبیدی در اواخر دهه ۱۹۸۰ تا اوایل دهه ۱۹۹۰ روی مدارهای سیماس آنالوگ برای پردازش سیگنال و مخابرات تحقیق می‌کرد. در اواسط دهه ۱۹۹۰، فناوری آراف سیماس که او پیشگام بود، به‌طور گسترده در شبکه‌های بی‌سیم مورد استفاده قرار گرفت، زیرا تلفن‌های همراه شروع به استفاده گسترده کردند. از سال ۲۰۰۸، فرستنده‌های رادیویی در تمام دستگاه‌های شبکه بی‌سیم و تلفن‌های همراه نوین به عنوان افزاره‌های آراف سیماس تولید انبوه شدند.
پردازنده‌های باندپایه و فرستنده‌های رادیویی در تمام دستگاه‌های شبکه بی‌سیم نوین و تلفن‌های همراه با استفاده از افزاره‌های آراف سیماس به‌طور انبوه تولید می‌شوند. مدارهای RF آراف سیماس به‌طور گسترده برای انتقال و دریافت سیگنال‌های بی‌سیم در کاربردهای مختلفی مانند فناوری ماهواره‌ای (مانند جی‌پی اس)، بلوتوث، وای‌فای، ارتباطات میدان‌نزدیک (NFC)، شبکه‌های تلفن همراه (مانند 3G، 4G و 5G)، پخش‌همگانی زمینی، و کاربردهای رادار خودرو، از جمله کاربردهای دیگر، استفاده می‌شوند. فناوری آراف سیماس برای محابرات بی‌سیم نوین، از جمله شبکه‌های بی‌سیم و دستگاه‌های ارتباطی سیار، حیاتی است.
- نمونه‌هایی از منزلگاه‌ها و منابع طراحی سیگنال آمیخته:
  - ان‌سِم
  - کُراچ‌دبلیو
  - ان سیلیکا
  - آی‌سی‌سنس
  - مهندسی پِرستو
  - سوندرل
  - سیستم تو ای‌اس‌آی‌سی
  - نیم‌رسانای سه‌گانه
- نمونه‌هایی از سیگنال آمیخته اف‌پی‌جی‌ای و میکروکنترلر:
  - پردازشگرهای کنترل سیگنال آمیخته CM4xx افزاره‌های آنالوگ
  - Fusion FPGA (از Microsemi که اکنون بخشی از فناوری میکروچیپ است)
  - سای‌پرس پی‌اس‌اوسی – «سامانهٔ قابل‌برنامه‌ریزی روی تراشه»، محصولی از فناوری اینفینیون (سابق سایپرس نیم‌رسانا)
  - تگزاس اینسترومنتز MSP430
  - اف‌پی‌جی‌ای زیلینکس سیگنال آمیخته
- نمونه‌هایی از ریخته‌گری سیگنال آمیخته: [نکته ۱]
  - گلوبال‌فوندریز
  - رادیو جدید ژاپن
  - تاور سمیکنداکتور
  - ایکس-فب
- فهرست تراشه‌های صدا
  - تراشه‌های صوتی ترکیب‌کننده یاماها اف‌ام
  - آتاری پوکی
  - اس‌آی‌دی فناوری ماس

## یادداشت
1. ↑  Some foundries may also have design service or list of partners capable for mixed signal design services for their technologies.

## بیشتر خواندن
- Saraju Mohanty (2015). Nanoelectronic Mixed-Signal System Design. McGraw-Hill. ISBN 978-0-07-182571-9.
- R. Jacob Baker (2009). CMOS Mixed-Signal Circuit Design, Second Edition.http://cmosedu.com/

الگو:Digital electronicsالگو:Digital electronics